# Cyathea arborea
Cyathea arborea là một loài dương xỉ trong họ Cyatheaceae. Loài này được L. Sm. mô tả khoa học đầu tiên năm 1793.

## Hình ảnh

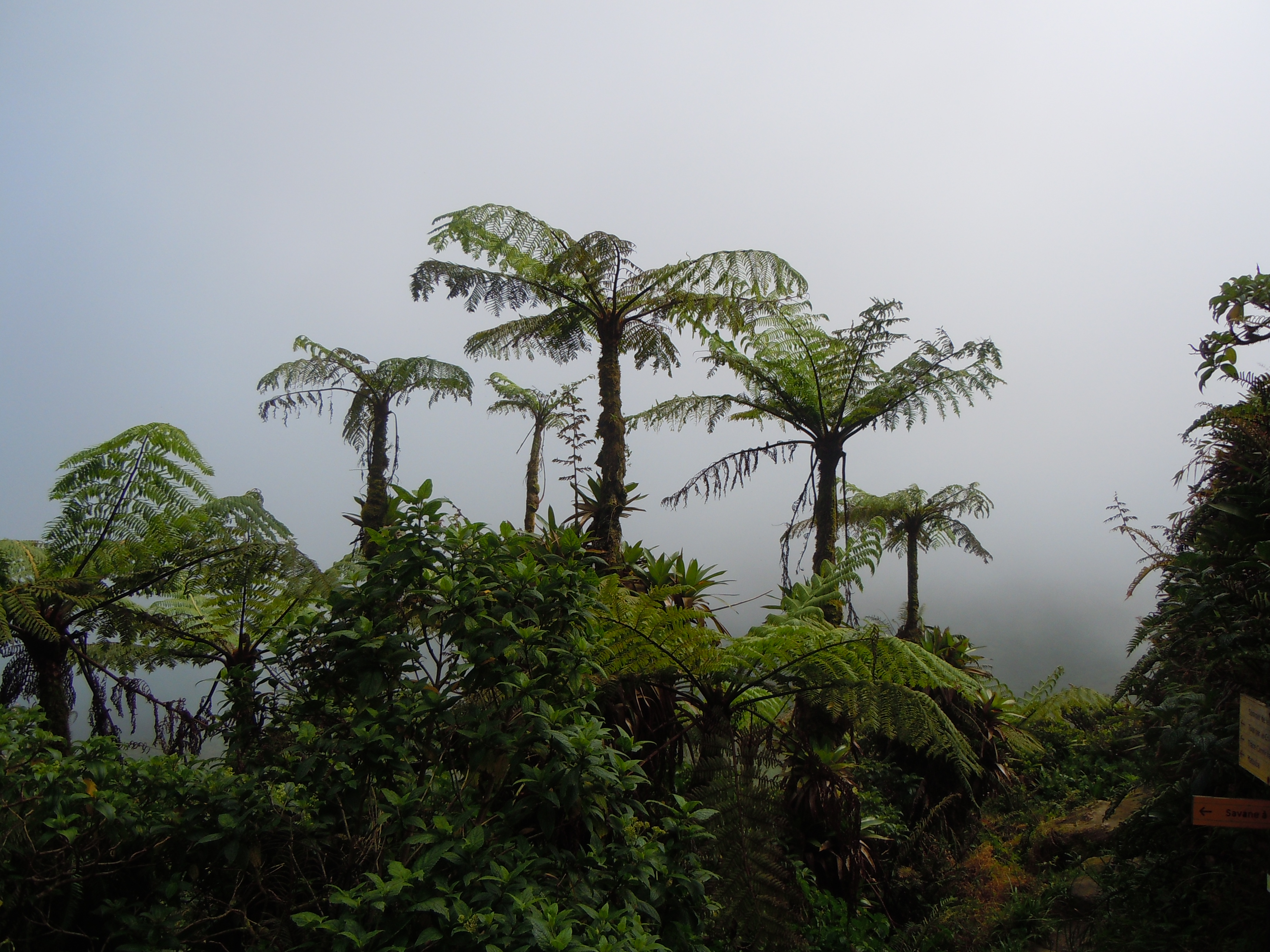
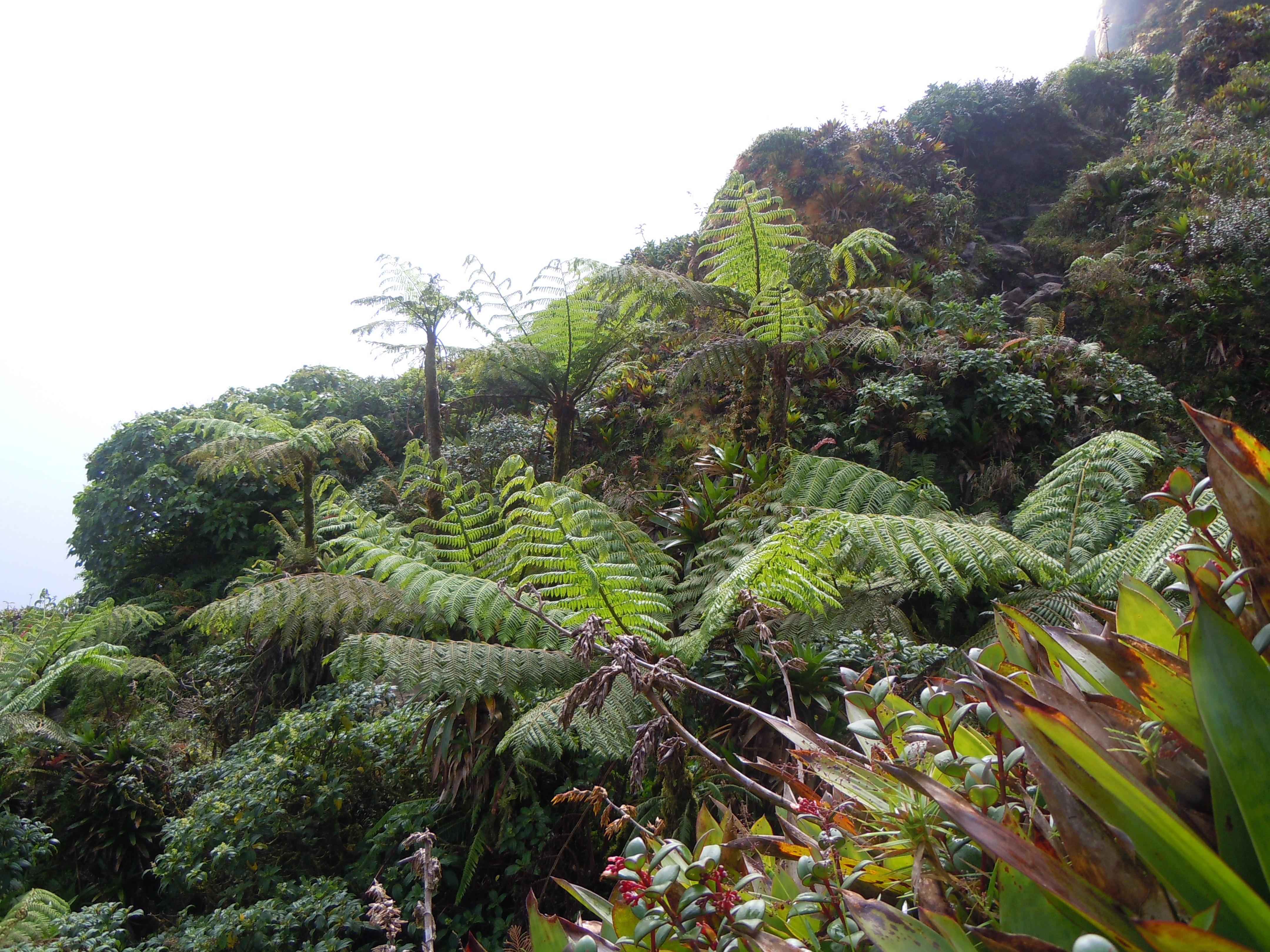
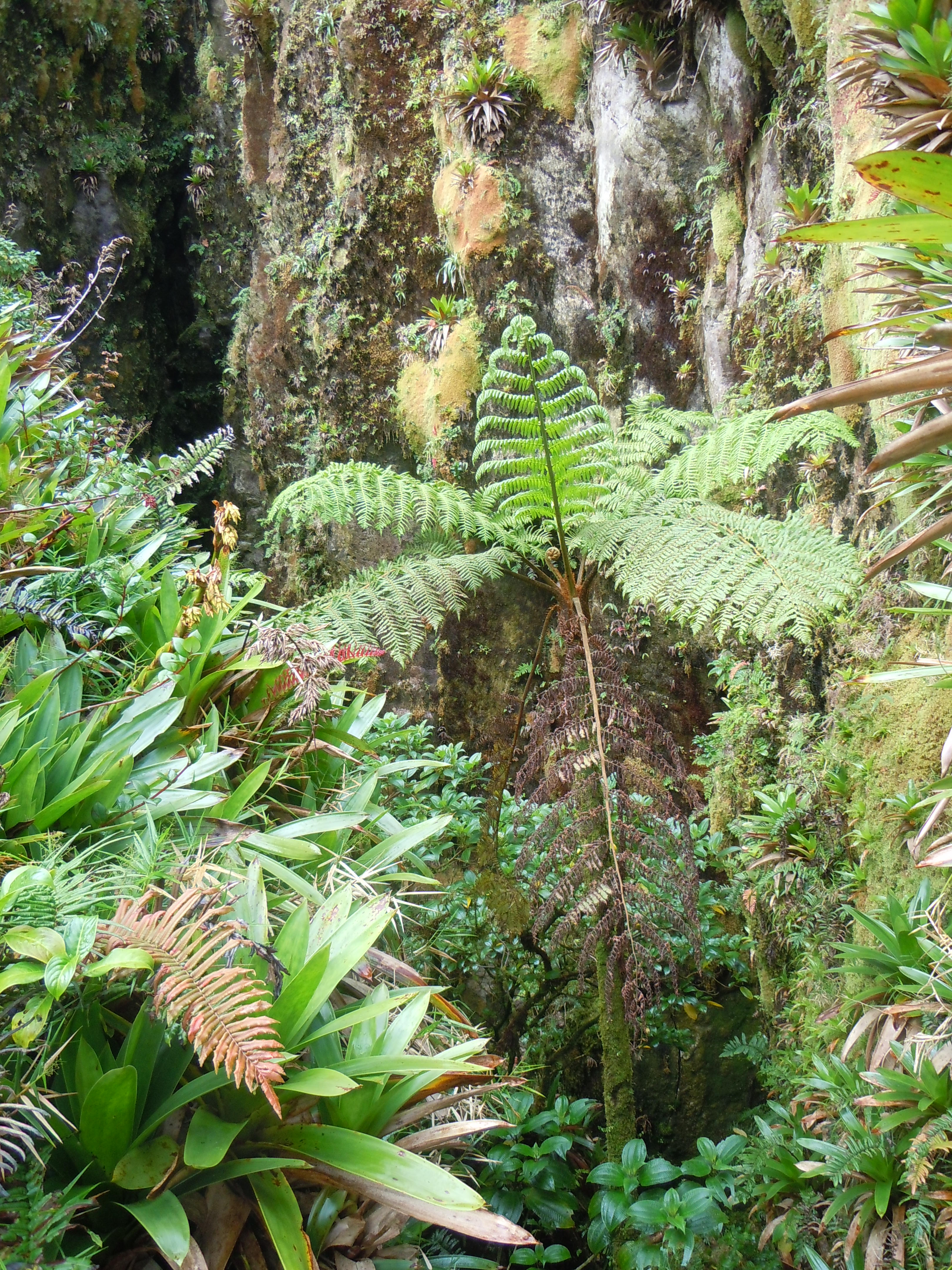
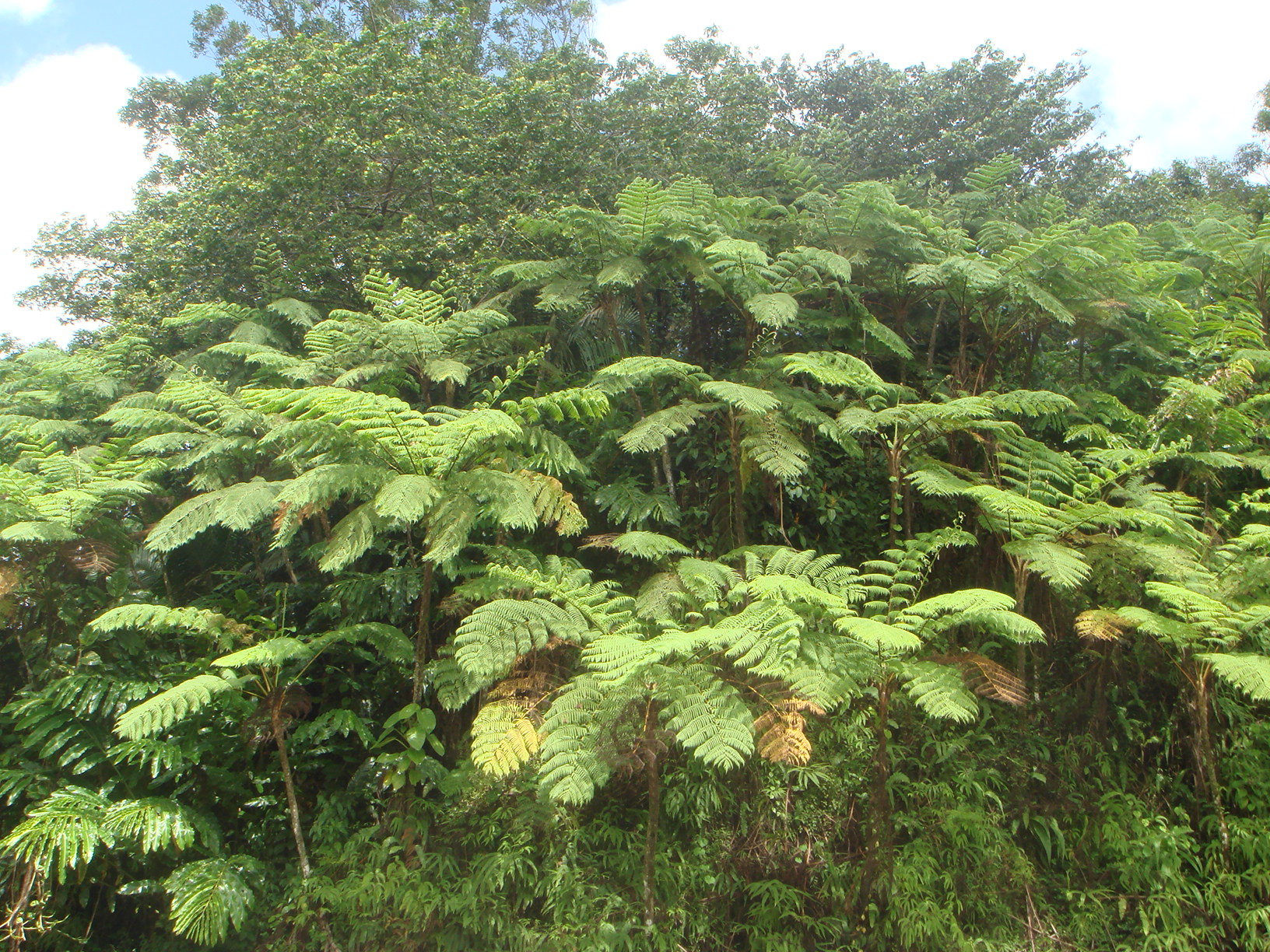